# Архієрейський собор
Архієрейський собор — собор Помісної церкви, у якому беруть участь виключно архієреї. Найвищий орган ієрархічного управління Російської православної церкви. В Українській православній церкві Київського патріархату був органом вищої церковної влади між Помісними Соборами, що стояв за владою ще вище.
У досинодальний період собори не ділилися на помісні та архієрейські; на російські собори збиралися лише єпископи, впливові протопопи, іноді церковні чи світські чиновники.
Сучасний термін з'явився у «Положенні про управління Російською Православною Церквою», прийнятому на помісному соборі 1945 року. У період дії цього «Положення» збирався єдиний раз: 18 липня 1961 року, без попереднього оголошення (архієреїв викликали до Троїце-Сергієвої лаври на святкування пам'яті преп. Сергія Радонезького) — для внесення поправок до «Положення», які виводили духовенство з членів церковної громади . Як Архієрейський Собор остаточно оформлено у Статуті, прийнятому на помісному соборі 8 червня 1988 року.

## В РПЦ та УПЦ МП
В Українській Православній Церкві Московського Патріархату та Російській ПЦ — Архієрейський собор є найвищим органом церковної влади. Він скликається на території Росії і в ньому беруть участь більшість єпископів РПЦ та деякі єпископи УПЦ МП.

## УПЦ Київського Патріархату
В УПЦ Київського Патріархату Архієрейський собор є нижчим органом церковної влади за Помісний собор.
Учасниками архієрейського собору є усі правлячі та вікарні архієреї Української Православної Церкви Київського Патріархату. У разі необхідності може бути скликаний Архієрейський Собор за участю членів Вищої Церковної Ради. Ніхто із архієреїв, які складають Архієрейський Собор, не може відмовитися від участі в його засіданнях, крім випадків хвороби або з іншої причини, яка визнається Собором поважною. Кворум Архієрейського Собору складають 2/3 єпископату — членів Архієрейського Собору. Архієрейський Собор скликається Святійшим Патріархом Київським і всієї Руси-України (або Місцеблюстителем) і Священним Синодом, мірою необхідності, але не рідше одного разу на два роки. За пропозицією Святійшого Патріарха або 1/3 архієреїв УПЦ КП може бути скликаний позачерговий Архієрейський Собор. Архієрейський Собор через Патріарха (Місцеблюстителя) подає звіт у своїй діяльності Помісному Собору. Священний Синод несе відповідальність за підготовку Архієрейського Собору.
До обов’язків Архієрейського Собору входить: збереження чистоти і недоторканості православного віровчення і християнської моралі; вирішення принципових богословських, канонічних, богослужбових і пастирських питань, які стосуються як внутрішньої, так і зовнішньої діяльності Церкви; компетентне тлумачення канонів та церковного законодавства; піклування про українські переклади Священного Писання й богослужбових книг та їх затвердження; канонізація святих; піклування про належне виховання й освіту кандидатів на священників і церковнослужителів; затвердження рішень Священного Синоду про створення, реорганізацію чи ліквідацію єпархій, синодальних установ, духовних шкіл загальноцерковного призначення; засвідчення погляду Української Православної Церкви Київського Патріархату на проблеми сучасності; піклування про справедливі відносини між Церквою і державою, відповідно до цього статуту та чинного законодавства України; вирішення питань місійної праці в Церкві; затвердження нових богослужбових чинів; оцінка діяльності Священного Синоду; встановлення взаємовідносин з іншими Помісними Православними Церквами; внесення пропозицій напередодні Помісного Собору стосовно порядку денного, програми, регламенту засідань Помісного Собору; нагляд за виконанням постанов Помісного Собору; визначення процедури всіх церковних судів; обрання постійних членів Священного Синоду та членів Вищої Церковної Ради; затвердження змін та доповнень до Статуту УПЦ КП. 
Архієрейський Собор є першою інстанцією, яка має право розглядати догматичні і канонічні відхилення в діяльності Святійшого Патріарха.
Архієрейський Собор розглядає справи про канонічні порушення єпископів, скарги на архієреїв, з’ясовує непорозуміння, що можуть виникнути між архієреями та приймає за наслідками розгляду рішення. Головою Архієрейського Собору є Патріарх Київський і всієї Русі-України або місцеблюститель Патріаршого Престолу. Президію Архієрейського Собору складають постійні члени Священного Синоду. Президія несе відповідальність за проведення Собору і керує ним. Президія пропонує порядок денний, програму і регламент засідань Архієрейського Собору.
Архієрейський Собор обирає робочі органи і секретаріат. Секретар несе відповідальність за забезпечення Собору необхідними робочими матеріалами і за складання протоколів. Протоколи підписуються Головою Собору, членами Президії і секретарем. Засідання Собору веде Голова Собору Патріарх або, за його пропозицією, один із членів Президії. На окремі засідання Собору можуть бути запрошені без права вирішального голосу богослови, спеціалісти, спостерігачі і гості. Рішення на Соборі приймаються простою більшістю голосів відкритим або таємним голосуванням, за спеціально обумовленим прийнятим Собором регламентом. Якщо при відкритому голосуванні голоси розділяються порівну, то вирішальним голосом є голос Голови Собору. У випадку рівності голосів при таємному голосуванні проводиться повторне голосування. Постанови Архієрейського Собору набувають канонічної сили після їх підписання Головою Собору, президією та секретарем.

## Див також
- Священний архієрейський собор Православної церкви України
- Статут УПЦ КП